# 11159 Mizugaki
11159 Mizugaki è un asteroide della fascia principale. Scoperto nel 1998, presenta un'orbita caratterizzata da un semiasse maggiore pari a 2,3344224 UA e da un'eccentricità di 0,2294805, inclinata di 5,45268° rispetto all'eclittica.